# ノベルフード
ノベルフード（Novel Food）とは、欧州においてあきらかに食経験のない食品あるいは食品原料、1997年5月15日以前に食用として使用されたことのない方法で作られた食品あるいは食品原料である。遺伝子組み換え原料を使用した食品に関して欧州議会が懸念したことから制定された。
これに該当する食品・食品原料は欧州議会および理事会の定めるノベルフード制定法令に従い安全性の承認を得なければならない。ノベルフードに認定されているものは加工オイルなどが多いが、欧州以外で食経験があるもの（例、モリンダシトリフォリア（ノニ）やバオバブなど）もその対象となり認定を受けている。

## 欧州連合
認定には「Authorization」と「Notification」の2種類がある。「Authorization」は成分、製造法、安全性評価などについて報告し、欧州安全性評価機関（en:EFSA）による審査を受け、健康や環境に対し危険性がないことを承認されなければならない。2011年9月までに126件の申請がされているが、ノベルフードとして認定を受けているものは51件である。承認以外のものは現在審査過程のものもあるが、申請取り下げや承認拒否されたものも多い。承認を受けている企業はユニリーバ、モンサント、モリンダなどで、複数の承認を受けている。日本企業では林原（現・ナガセヴィータ）、サントリーの原料が承認を受けている。一方「Notification」は、すでに食品あるいは食品原料として認められたものと実質同じものであると立証された場合にのみ、企業は欧州委員会に申請できる。これにより認可を受けたものは2012年2月9日までで180件ある。

## カナダ
カナダでは、ノベルフード（新規食品）は「ノベルフード規則」に基づいて規制されている。同規則では、ノベルフードを以下のように定義している。
- これまで食品として使用されたことのない製品
- これまで食品に使用されたことのないプロセスから生まれた食品、または。
- 遺伝子組み換えを行い、新しい形質を持つ食品。

ノベルフード規制は、ノベルフードの販売を希望する企業が、製品の販売または広告を行う前にカナダ保健省に通知することを義務付けている。市販前の届出により、カナダ保健省は、すべてのバイオテクノロジー由来食品について徹底した安全性評価を実施し、カナダ市場での販売が許可される前にノベルフードが安全で栄養価が高いことを証明することができる

## デザイナーフード
デザイナーズ・フードとは、これまで地域や世界の消費者市場に存在しなかったノベルフード（新しいタイプの食品）の一種である。バイオテクノロジーや生物工学の手法を用いて「デザイン」されたり（例：遺伝子組み換え食品）、人工添加物を用いて「強化」されたりしている。デザイナー卵、デザイナーミルク、デザイナー穀物、プロバイオティクス、 微量・多量栄養素の強化、 デザイナータンパク質のような例が挙げられる。この強化プロセスは、 食品強化または栄養強化と呼ばれる。デザイナーノベルフードの多くは、時には証明されていない健康強調表示（「スーパーフード」）を伴っている。